# Torii

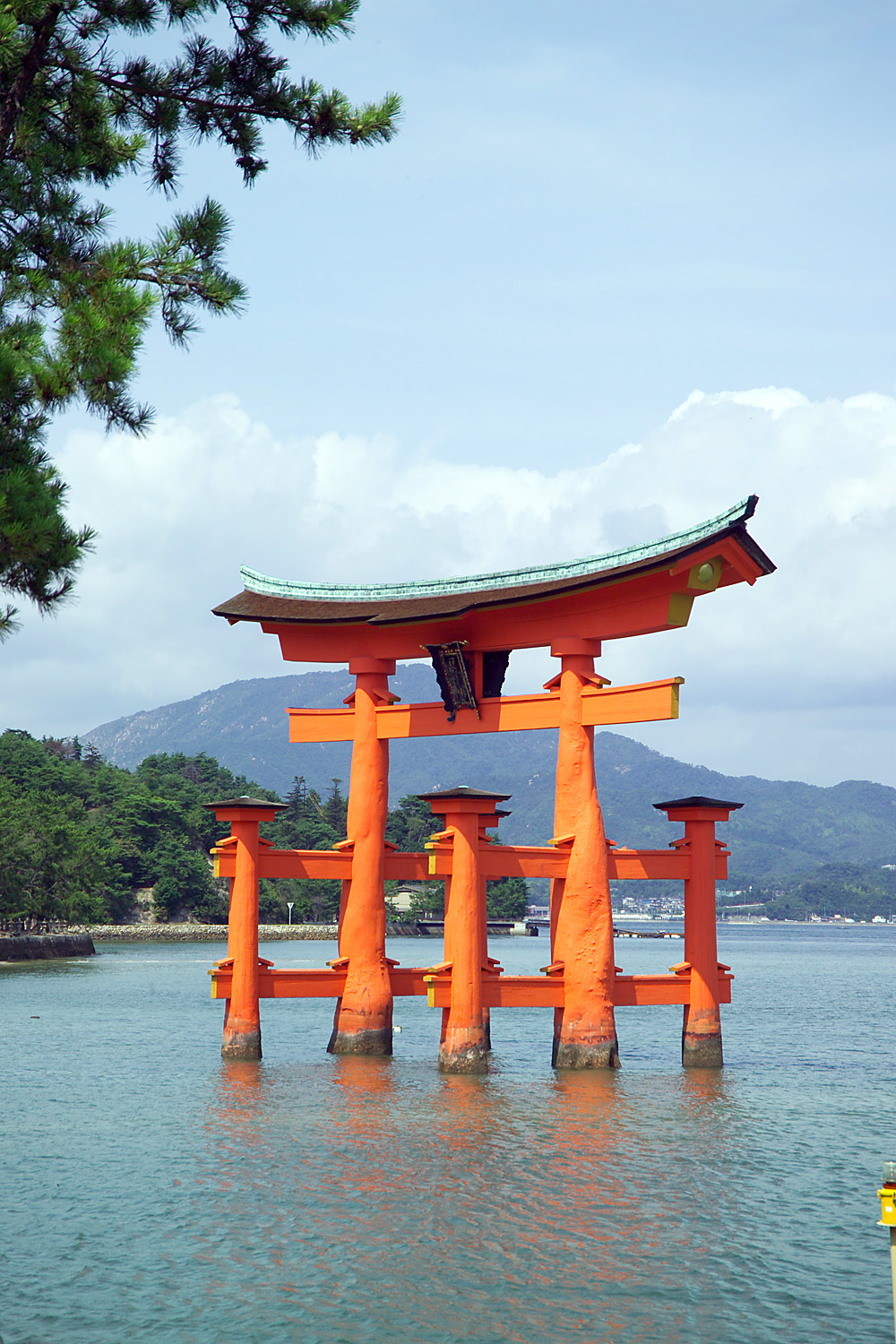
Cổng torii nổi tiếng tại đền Itsukushima theo kiểu Ryōbu.

Cổng torii (鳥居 Điểu cư), nghĩa đen là nơi chim cư trú, phát âm tiếng Nhật: [to.ɾi.i]) là cổng truyền thống của Nhật Bản thường thấy nhất ở lối vào hoặc trong một đền thờ Thần đạo, tượng trưng cho sự chuyển đổi từ trần thế sang linh thiêng.
Sự hiện diện của cánh cổng torii ở lối vào thường là cách đơn giản nhất để xác định các đền thờ Thần đạo và một biểu tượng torii nhỏ thể hiện chúng trên bản đồ đường bộ Nhật Bản.
Torii xuất hiện tại Nhật Bản sớm nhất là từ giữa thời Heian; điều này có thể xác định một cách đáng tin cậy, được đề cập trong một văn tự viết năm 922. Cổng  torii  bằng đá được xây dựng sớm nhất vào thế kỷ thứ 12 và nằm tại đền Hachiman ở quận Yamagata. Cổng bằng gỗ lâu đời nhất là một ryōbu torii tại Đền Kubō Hachiman ở quận Yamanashi được xây dựng vào năm 1535.
Cổng Torii theo truyền thống được làm từ gỗ hoặc đá, nhưng ngày nay chúng cũng có thể được làm bằng bê tông cốt thép, đồng, thép không gỉ hoặc các vật liệu khác. Chúng thường không được sơn hoặc sơn màu với một lintel phía trên màu đen. Các đền thờ Inari thường có nhiều torii vì những người thành công trong kinh doanh thường quyên tặng bằng việc xây cổng cho Inari Okami, kami về khả năng sinh sản và công nghiệp. Ngôi đền Fushimi Inari-taisha ở Kyoto có hàng ngàn cảnh cổng như vậy, mỗi loại mang tên của nhà tài trợ.
Từ torii trong tiếng Nhật có thể được nguồn gốc từ từ trong tiếng Ấn Độ cổ Torana, từ này cũng là nguồn gốc của từ tiếng Trung Quốc bài phường.

## Nghĩa và cách sử dụng tên gọitorii

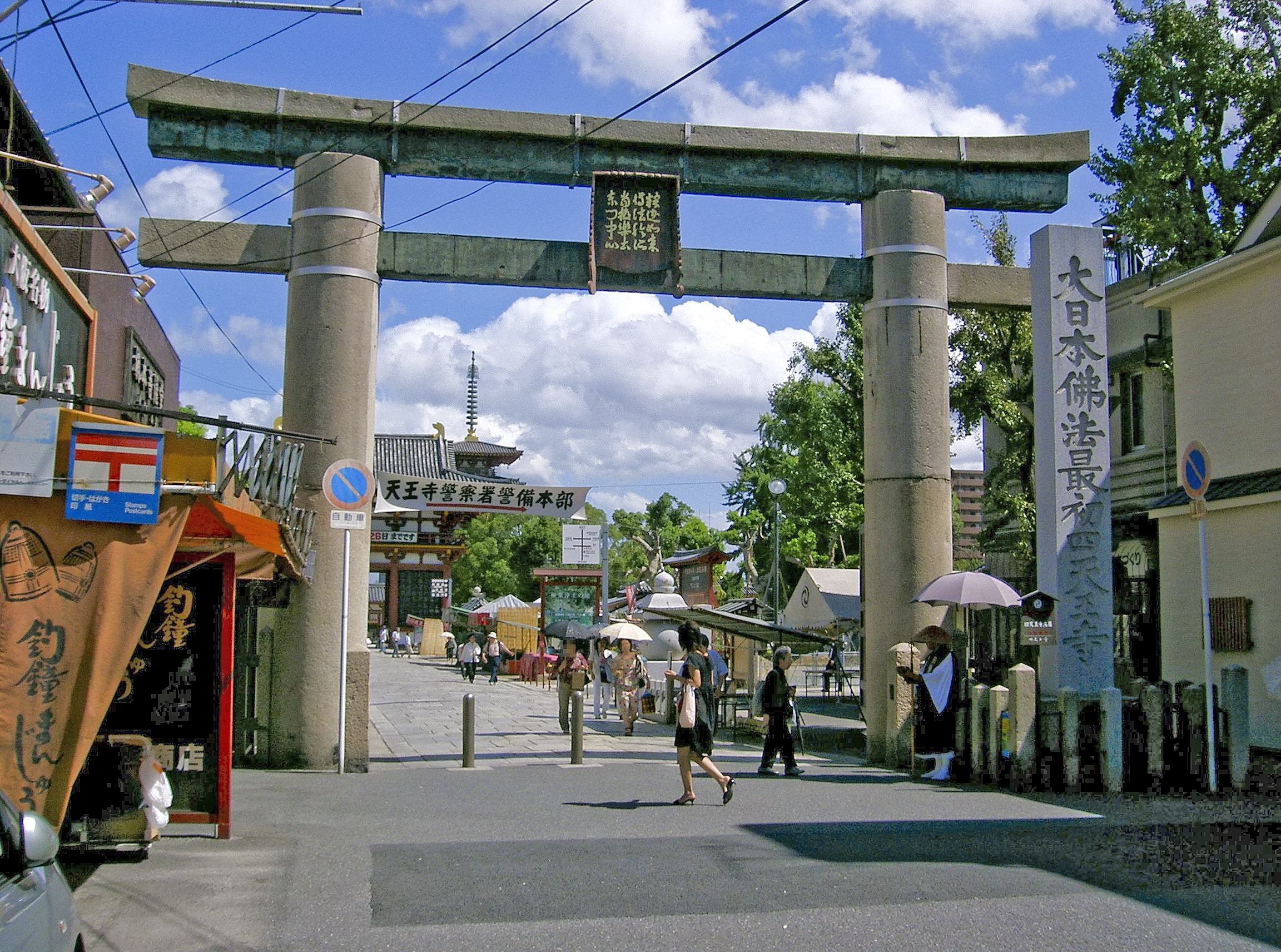
Một cổng torii tại lối vào Shitennō-ji, một ngôi chùa tại Osaka.

Chức năng của torii là để đánh dấu lối vào của một chốn linh thiêng. Cũng vì lẽ đó mà con đường dẫn vào đền thờ Thần đạo được gọi là sandō (參道 (tham đạo)), luôn được mở rộng ra bởi một hoặc nhiều torii, đó cũng là cách dễ nhất để phân biệt một ngôi đền với một ngôi chùa. Nếu sandō đi qua nhiều torii thì cái ở ngoài gọi là ichi no torii (一之鳥居 (nhất chi điểu cư)). Các cổng tiếp theo gần ngôi đền hơn, theo thứ tự, ni no torii (二之鳥居 (nhị chi điểu cư)) và san no torii (三の鳥居 (tam chi điểu cư)). Các torii khác nằm xa ngôi đền hơn đại diện cho mức độ nâng cao sự thiêng liêng của cổng gần honden (本殿 (bổn điện)). Cũng nhờ mối quan hệ vững chắc giừa đền thờ Thần đạo và Hoàng thất Nhật Bản, nên một cổng torii luôn đứng trước lăng mộ của mỗi hoàng đế.
Torii có trước hay sau khi Phật giáo du nhập vào Nhật Bản cho đến bây giờ vẫn còn là một câu hỏi. Trong quá khứ torii chắc chắn đã từng được dùng tại lối vào các ngôi chùa. Thậm chí trong hiện tại, nổi bật như chùa Tứ Thiên Vương được xây bởi Thái tử Shotoku - ngôi chùa lâu đời nhất nước Nhật - cũng có một cổng torii trước lối vào. (Cổng torii bằng gỗ nguyên gốc bị đốt cháy vào năm 1294 và được thay thế sau đó bằng một cổng bằng đá.) Nhiều ngôi chùa Phật giáo bao gồm một hoặc nhiều đền thờ Thần đạo dành riêng cho kami bảo hộ của họ ("Chinjusha"), và trong trường hợp này một cổng torii mang tính chất đánh dấu lối vào của đền thờ. Benzaiten là một nữ thần kết hợp có nguồn gốc từ nữ thần Ấn Độ Sarasvati, kết hợp các yếu tố của cả Thần đạo và Phật giáo. Vì lý do này, lễ đường của nữ thần có thể được tìm thấy ở cả các ngôi chùa lẫn các Thần xã, và trong cả hai trường hợp ở phía trước của lễ đường đều được đặt một torii. Benzaiten đôi khi được miêu tả với một biểu tượng torii trên đầu (xem hình bên dưới).
Cuối cùng, cho đến thời kỳ Minh Trị (1868 -1912), torii cũng thường xuyên được trang trí bằng những miếng chép những đoạn kinh Phật. Sự kết hợp giữa Phật giáo Nhật Bản và các torii do vậy trở nên lâu đời và bền chặt.
Yamabushi, các tu sĩ khổ hạnh ẩn cư trong núi của Nhật Bản với một truyền thống lâu đời như những chiến binh hùng mạnh được thiên phú cho sức mạnh siêu nhiên, đôi khi sử dụng torii như biểu tượng của họ.
Torii đôi khi cũng được sử dụng như một biểu tượng của Nhật Bản trong những bối cảnh phi tôn giáo. Ví dụ, nó là biểu tượng của Lực lượng An ninh Sư đoàn Thủy quân lục chiến Mỹ và Trung đoàn Bộ binh 187, Sư đoàn Không quân 101 và các lực lượng khác của Mỹ tại Nhật Bản.

## Nguồn gốc của torii

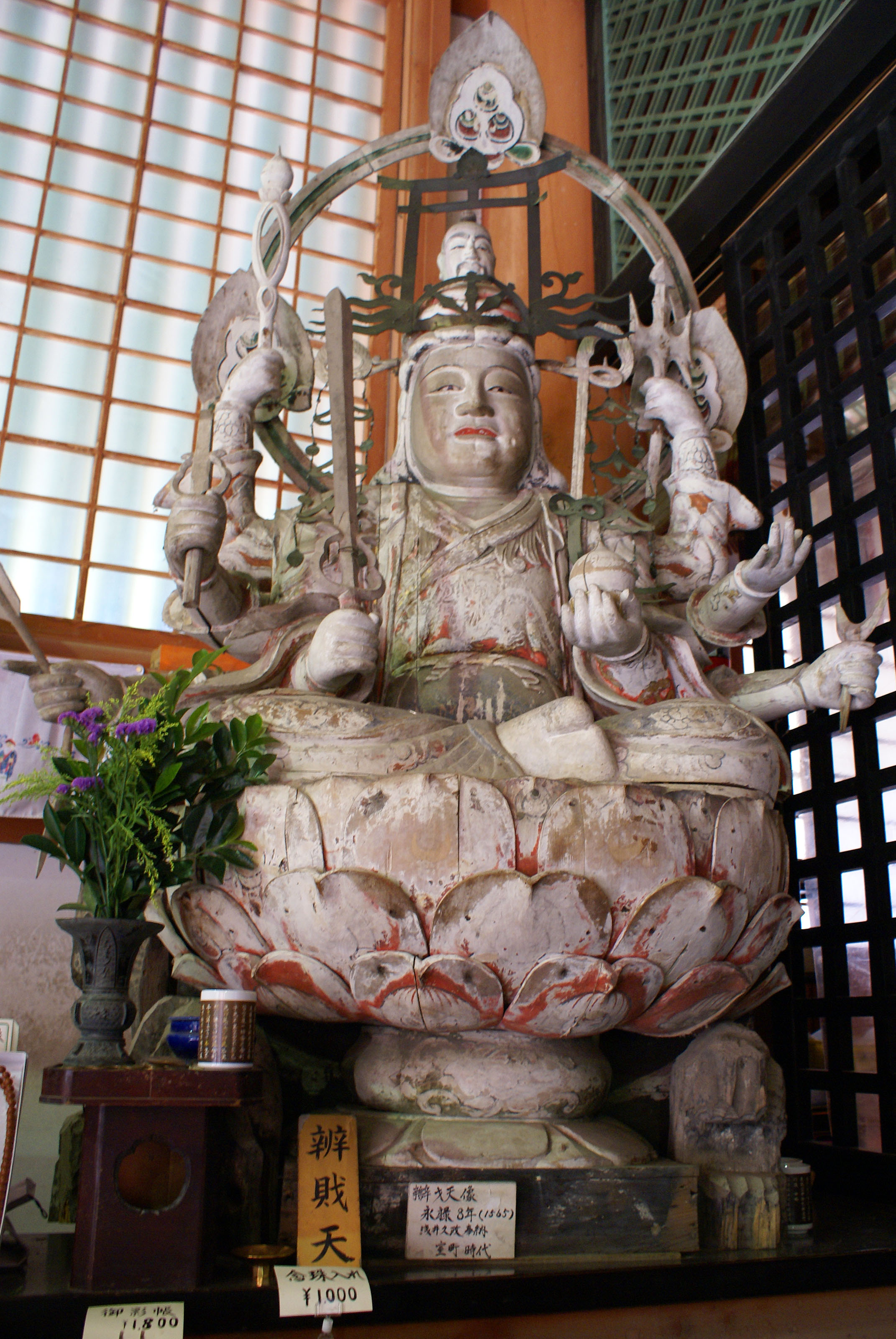
Nữ thần Phật giáo Benzaiten, với biểu tượng torii xuất hiện trên đầu

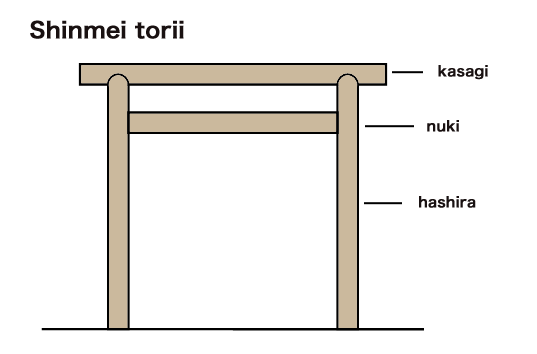
Một shinmei torii

## Các phần và chi tiết trang trí của torii

Các phần và chi tiết trang trí của torii

### Họ shinmei

Shime torii: chỉ có hai cột chống và một shimenawa
Shinmei torii
Ise torii - một shinmei torii với một kasagi dạng ngũ giác trong phần đó, một shimaki và kusabi.
Kashima torii - một shinmei torii với kusabi và một nuki nhô ra từ hai bên.
Kasuga torii - một myōjin torii với cây ngang thẳng trên cùng, được cắt bởi một thanh khác tạo thành một góc vuông.
Hachiman torii - một kasuga torii, nhưng hai cây ngang bên trên được cắt vát một góc nghiêng đối xứng nhau qua trục.
Mihashira torii - một bộ ba shinmei torii.

#### Thư viện hình ảnh

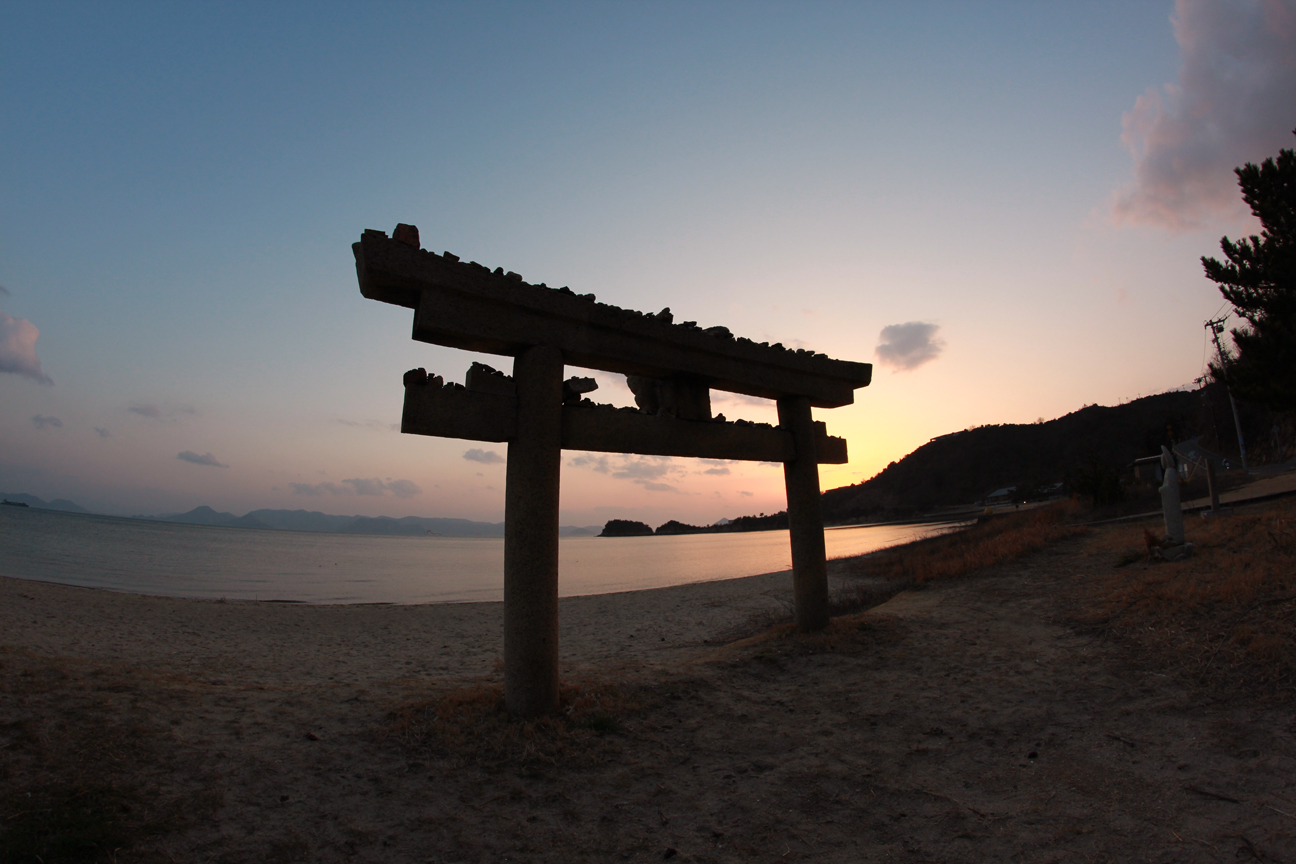
Torii ở bãi biển trên đảo Naoshima
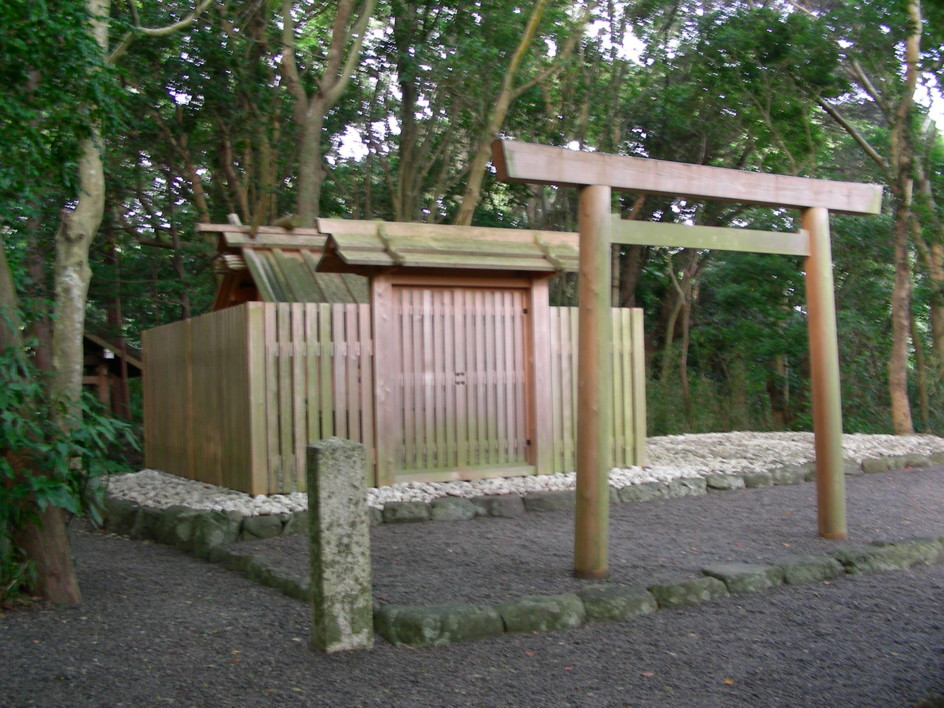
Ise torii, loại thứ nhất. Lưu ý sự hiện diện của kasagi
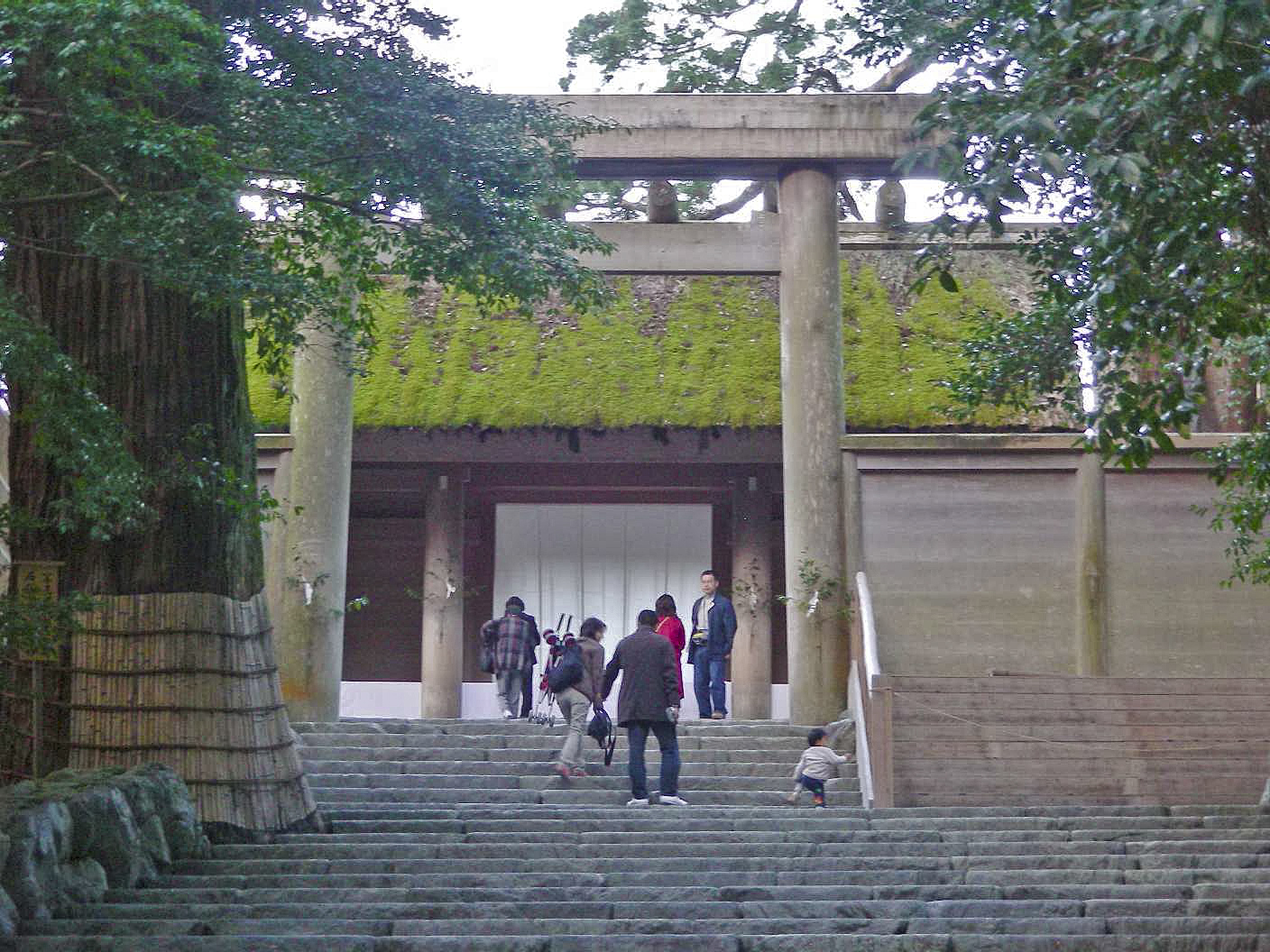
Ise torii, loại thứ hai. Lưu ý về shimaki
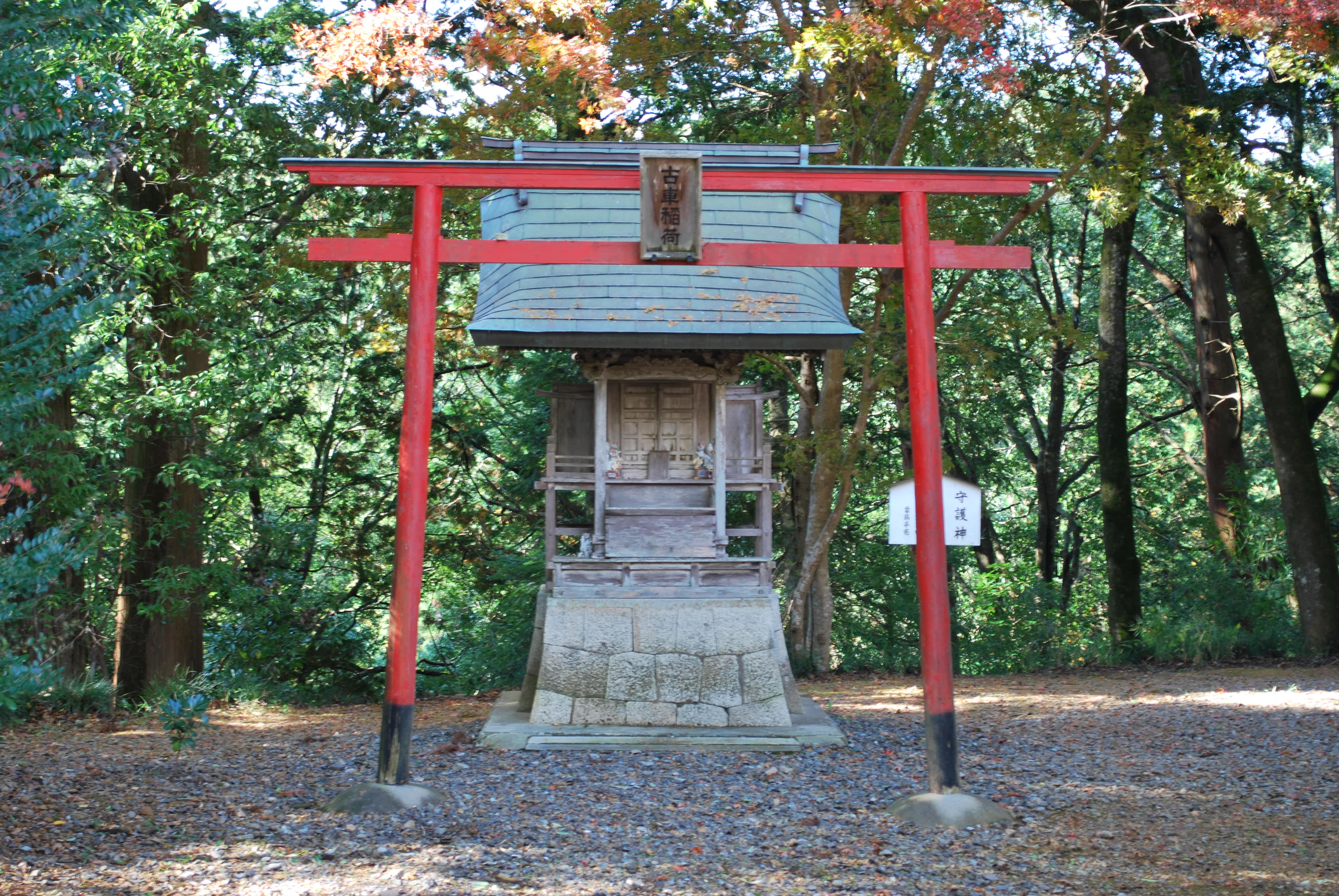
Hachiman torii
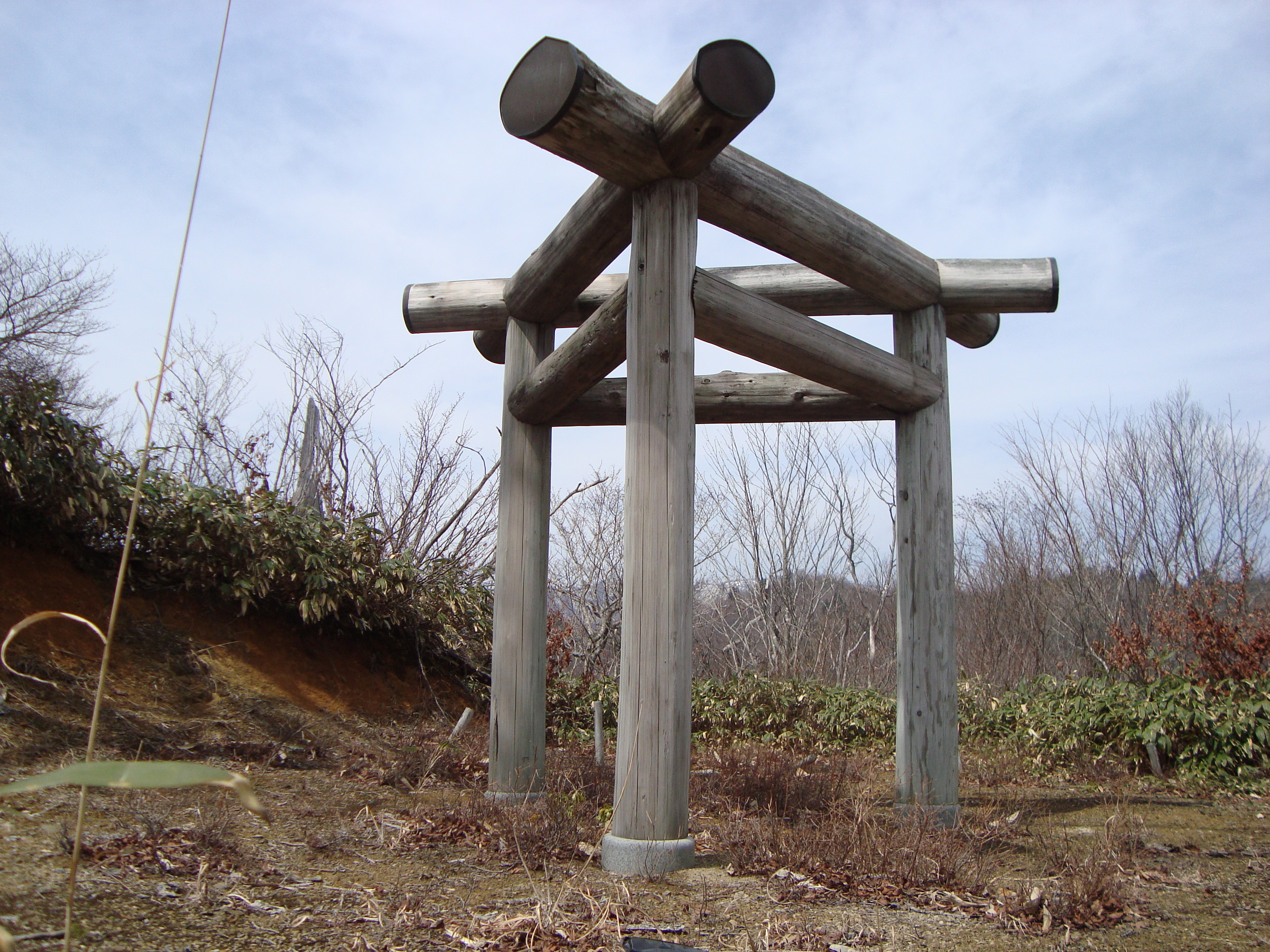
Mihashira torii
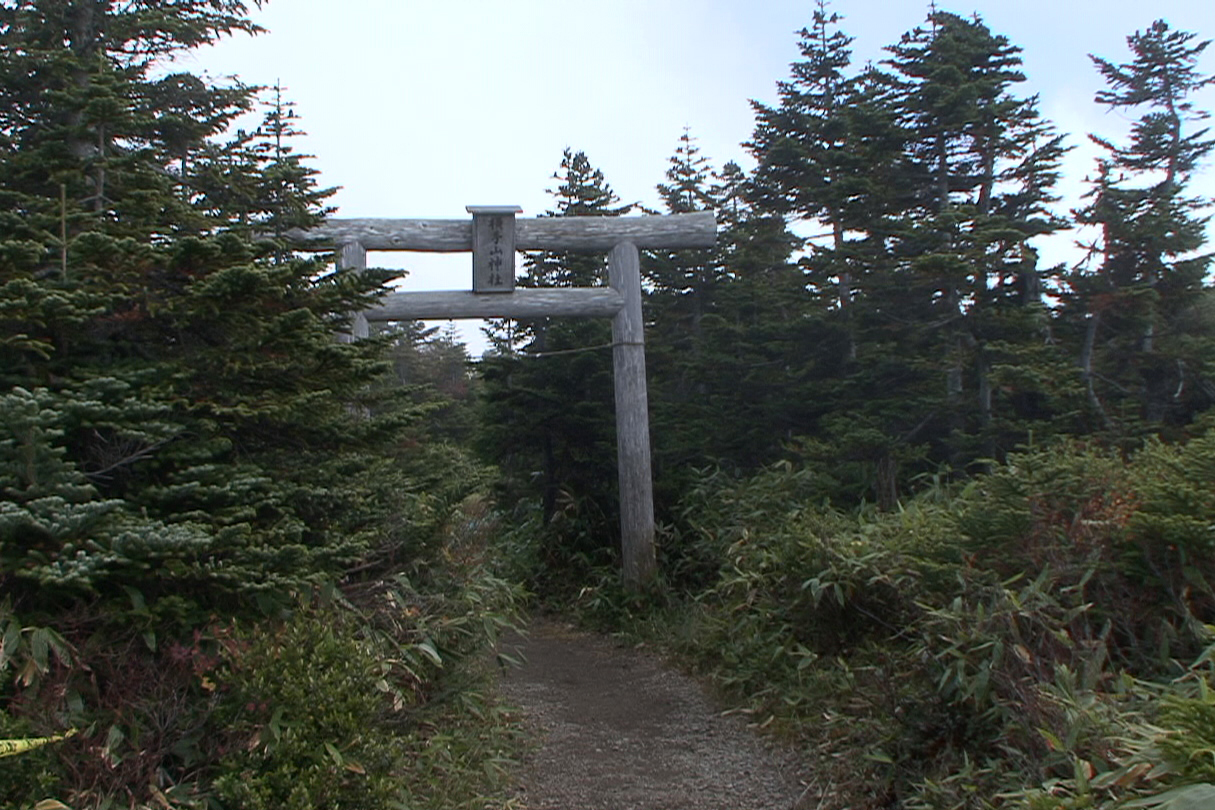
Một shiroki torii

### Torii của họ myōjin

Myōjin torii - kasagi và shimaki được uốn cong lên trên.
Nakayama torii - một myōjin torii, nhưng nuki không nhô ra từ các cột trụ.
Daiwa hoặc Inari torii - một myōjin torii với các vòng ở phía trên các cột trụ.
Ryōbu torii - một daiwa torii với các cột trụ hỗ trợ ở cả hai bên.
Miwa torii - một bộ ba myōjin torii.
Usa torii - một myōjin torii không có gakuzuka.
Nune torii - một daiwa torii với một đầu hồi nhỏ phía trên gakuzuka.
Sannō torii - một myōjin torii với một đầu hồi phía trên kasagi.
Hizen torii - một phong cách khác thường với một kasagi tròn, và có các cột trụ dày phình ra ở phía dưới.

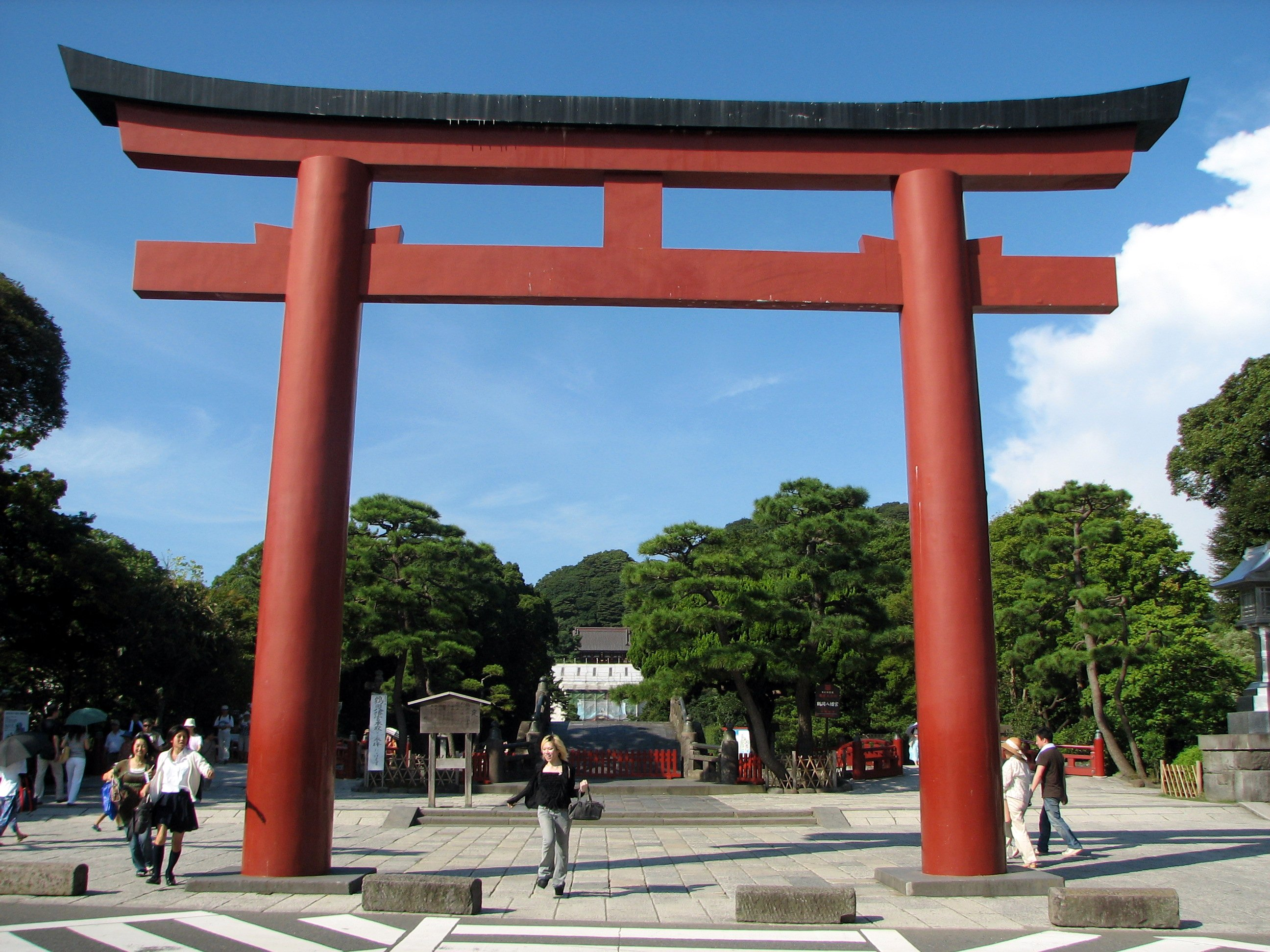
Myōjin torii
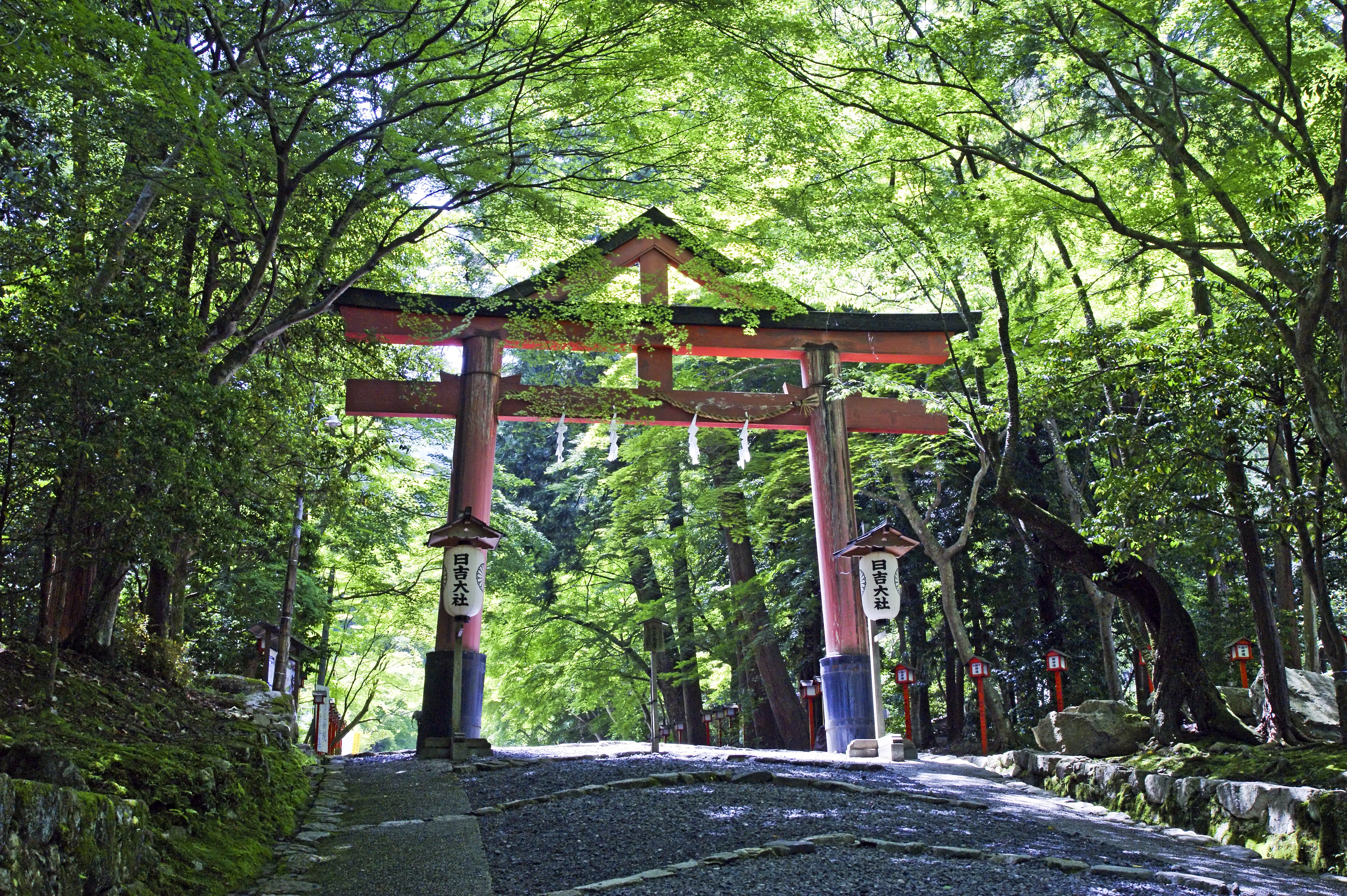
Sannō torii
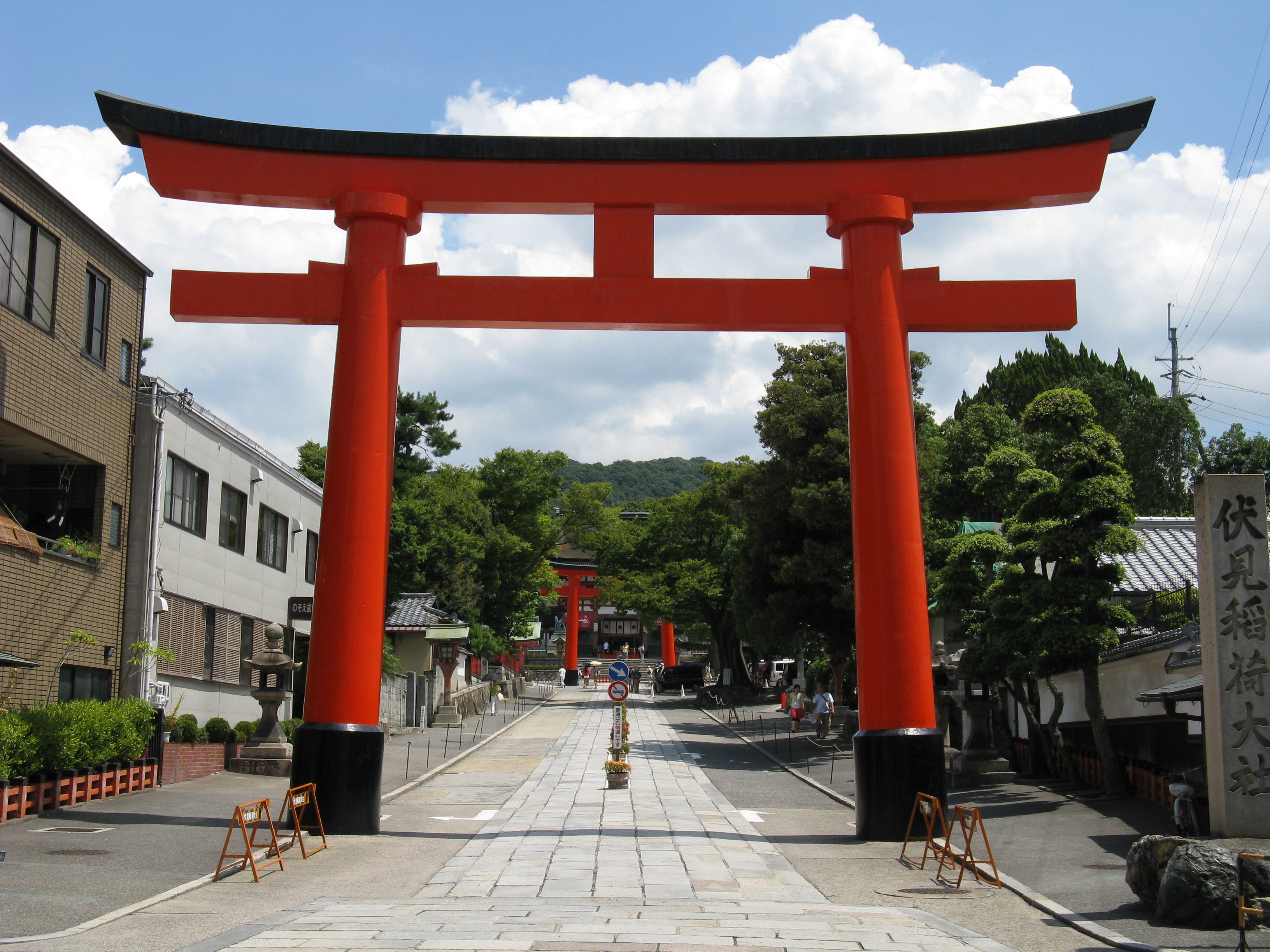
Daiwa torii. Chú ý phần nemaki.
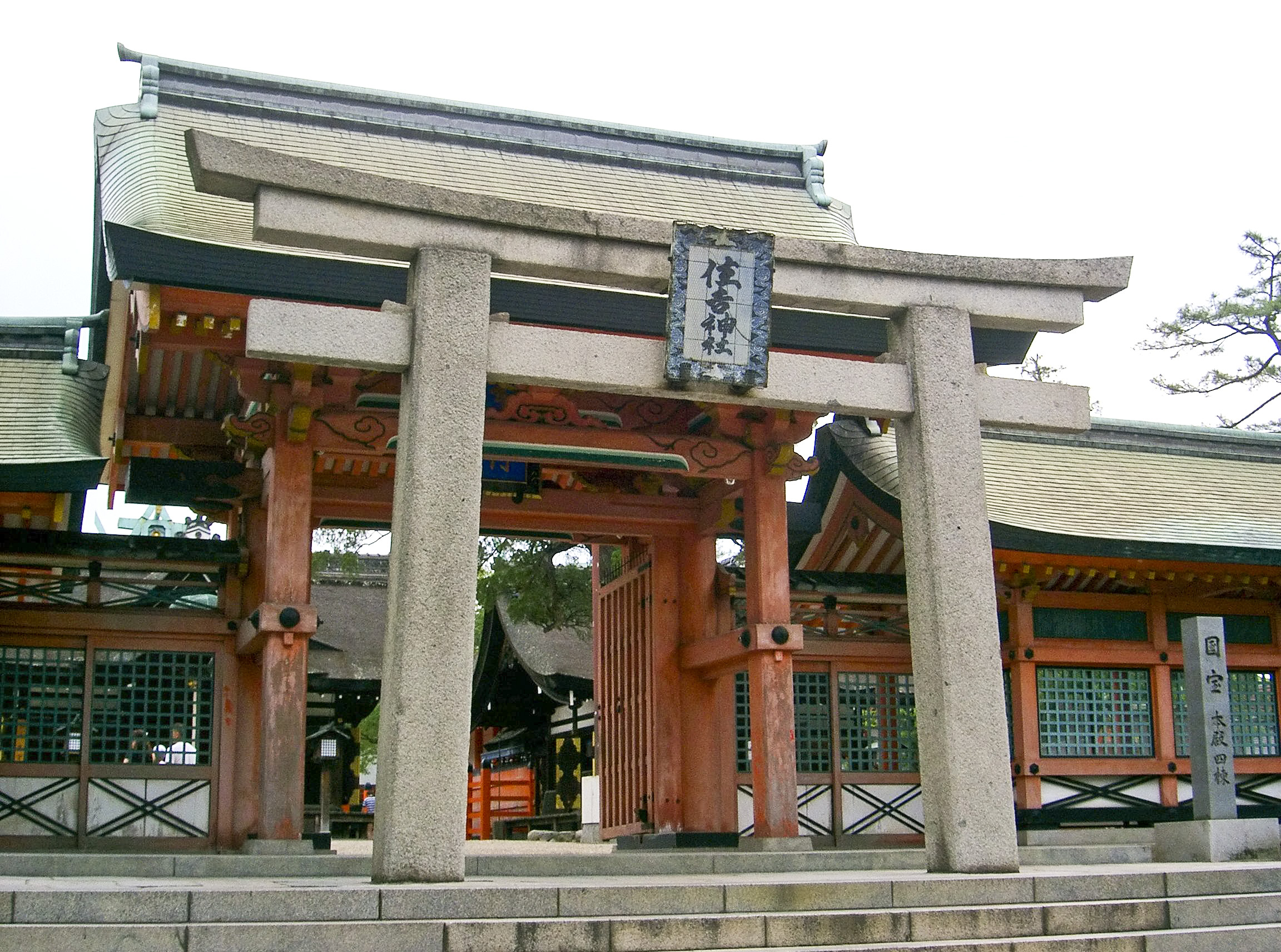
Sumiyoshi torii có các cột trụ với một mặt cắt ngang hình vuông.
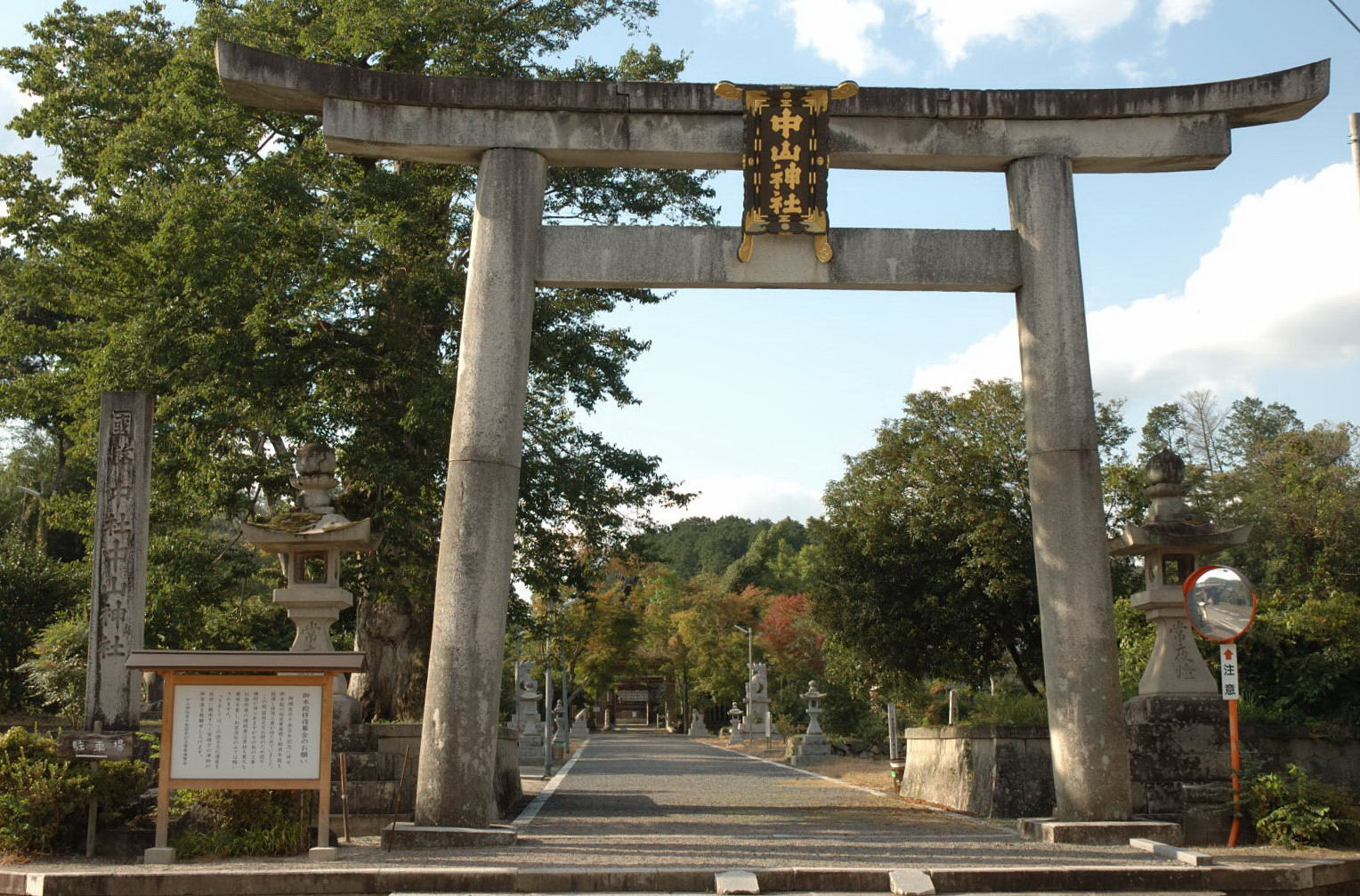
Nakayama torii
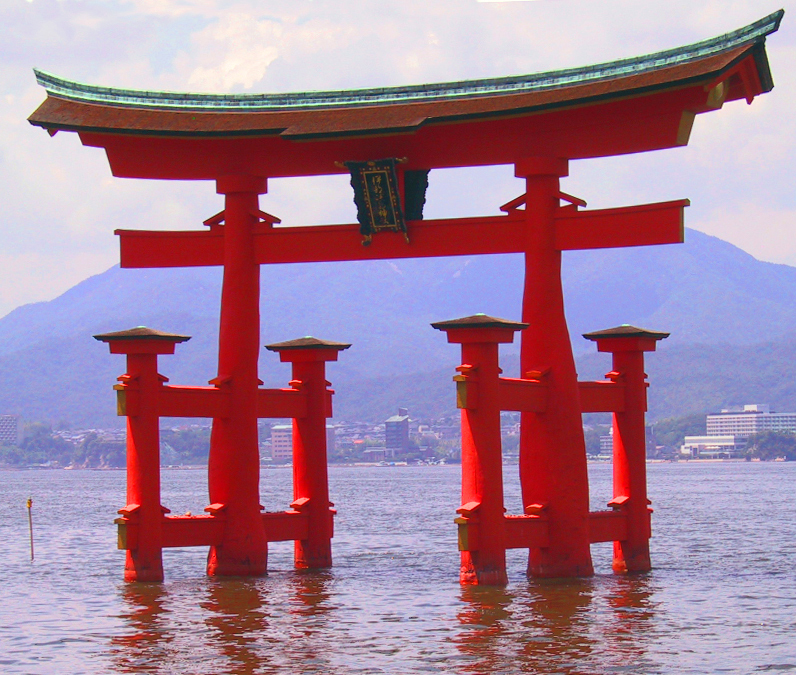
Ryōbu torii
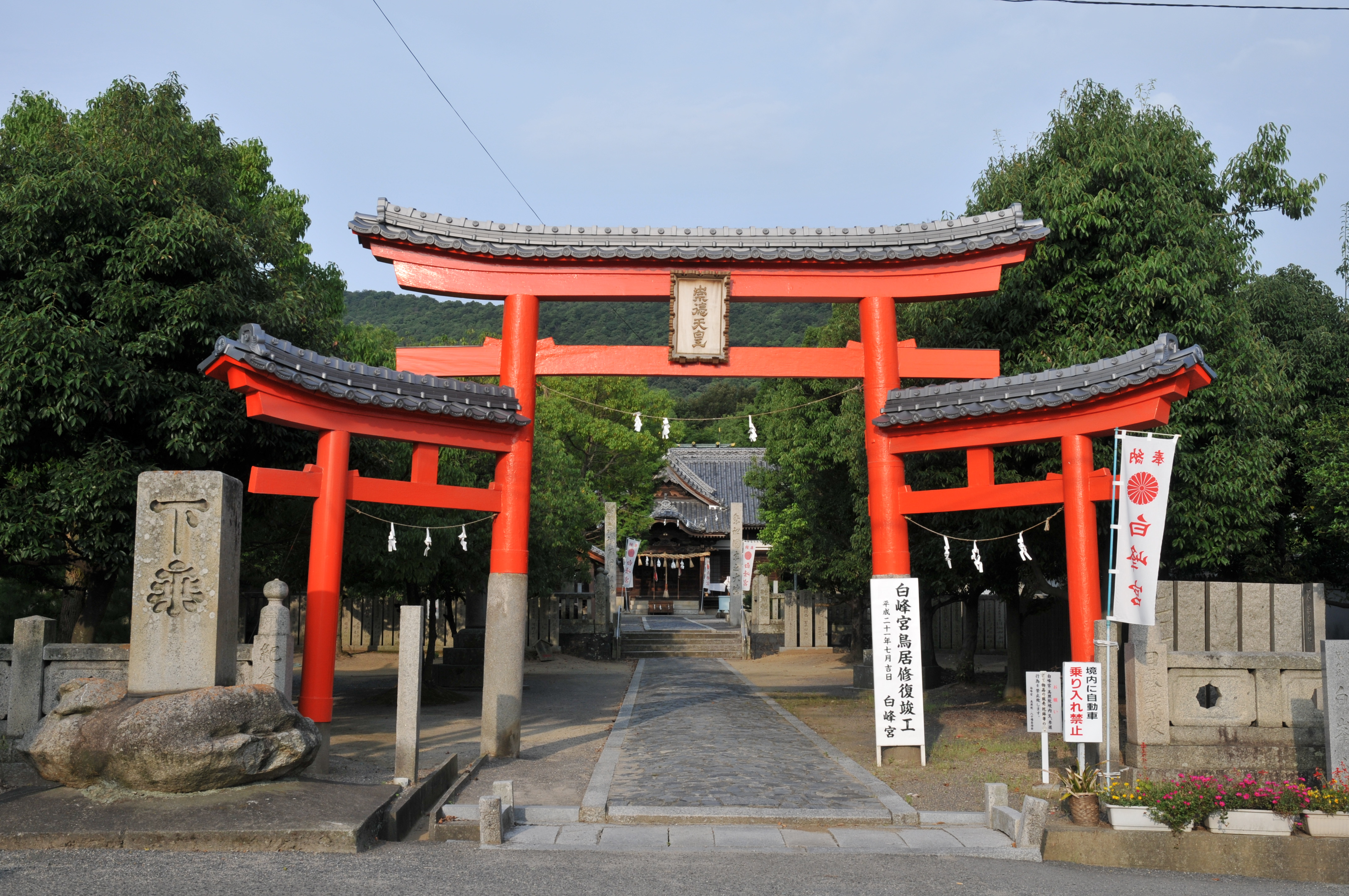
Miwa torii
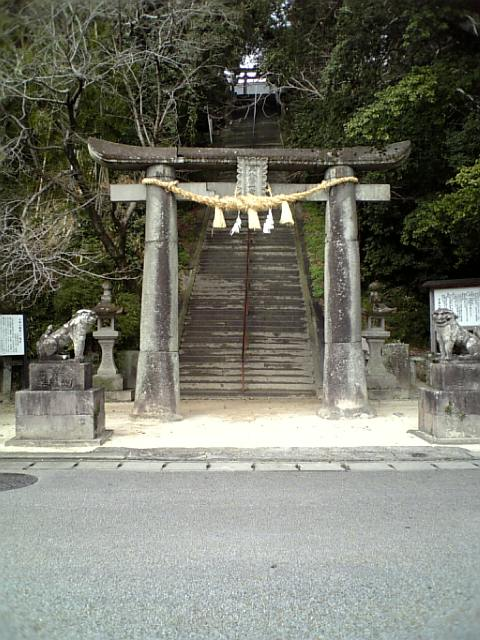
Hizen torii (肥前鳥居) có một kasagi tròn và các cột trụ dày phình ra ở phía dưới.

## Thư viện hình ảnh

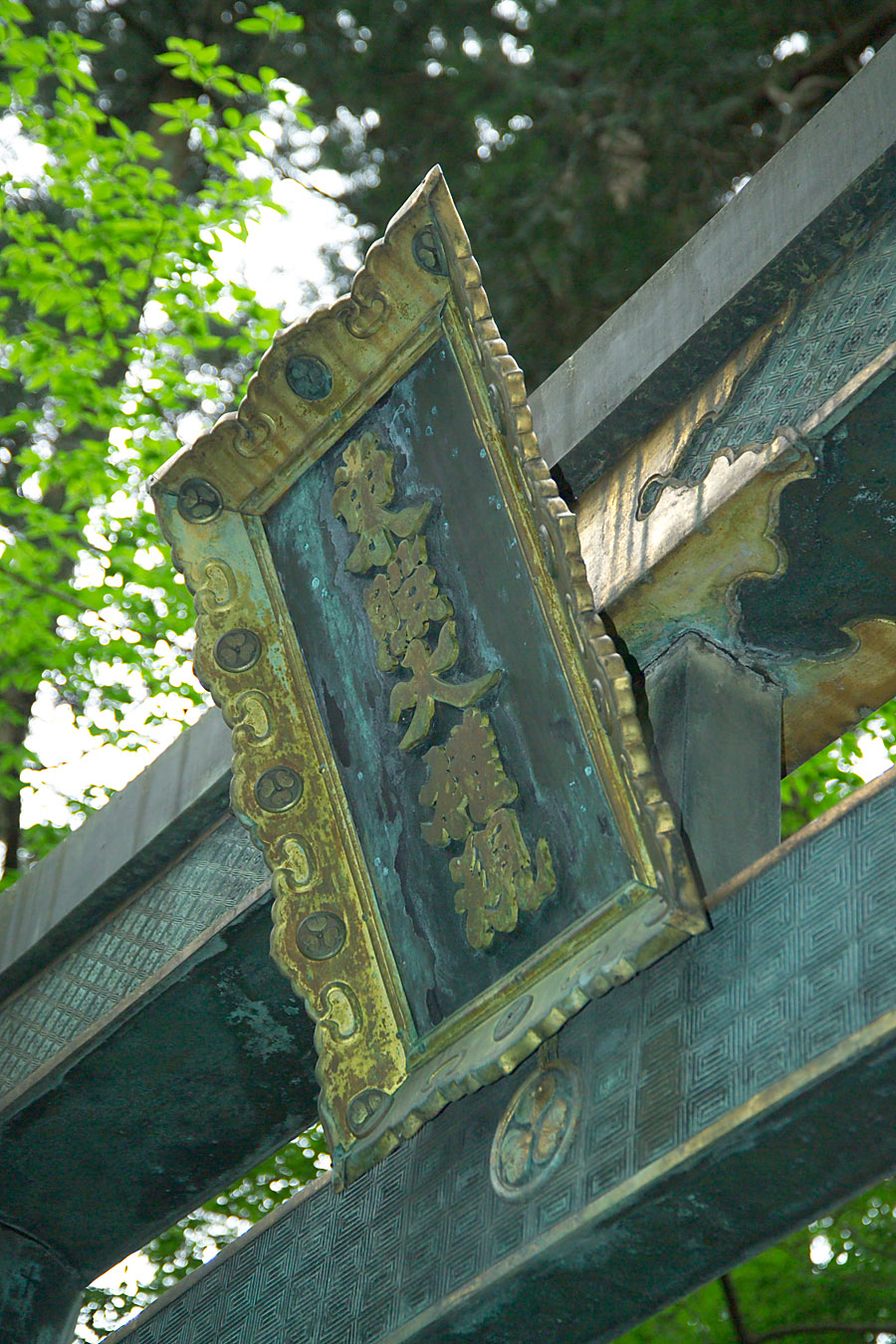
Một bảng chữ trên một torii ở Nikkō Tōshō-gū bao lấy phần gakuzuka
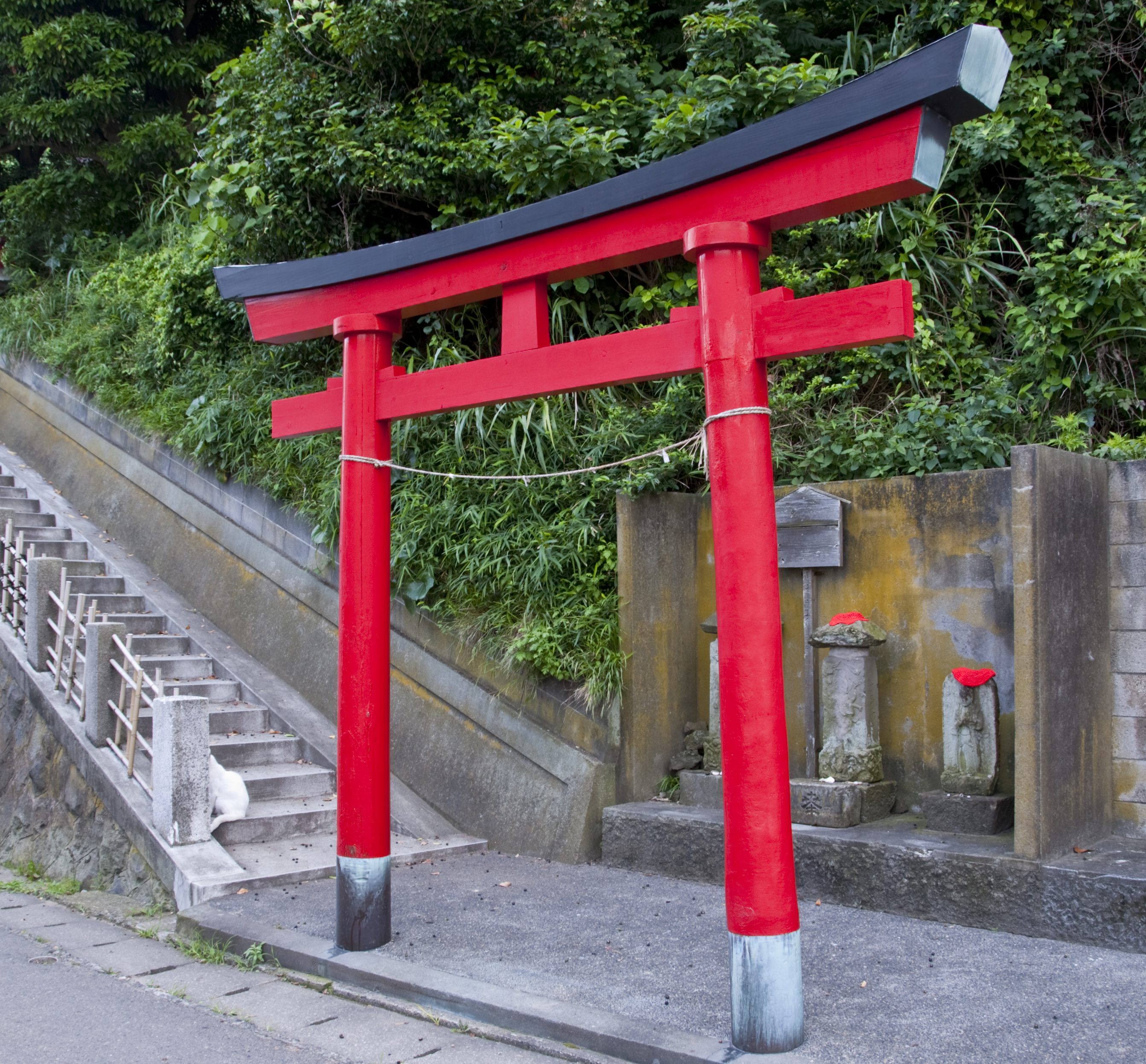
Mặt ngũ giác điển hình của một kasagi của torii. Chú ý phần nemaki màu đen.
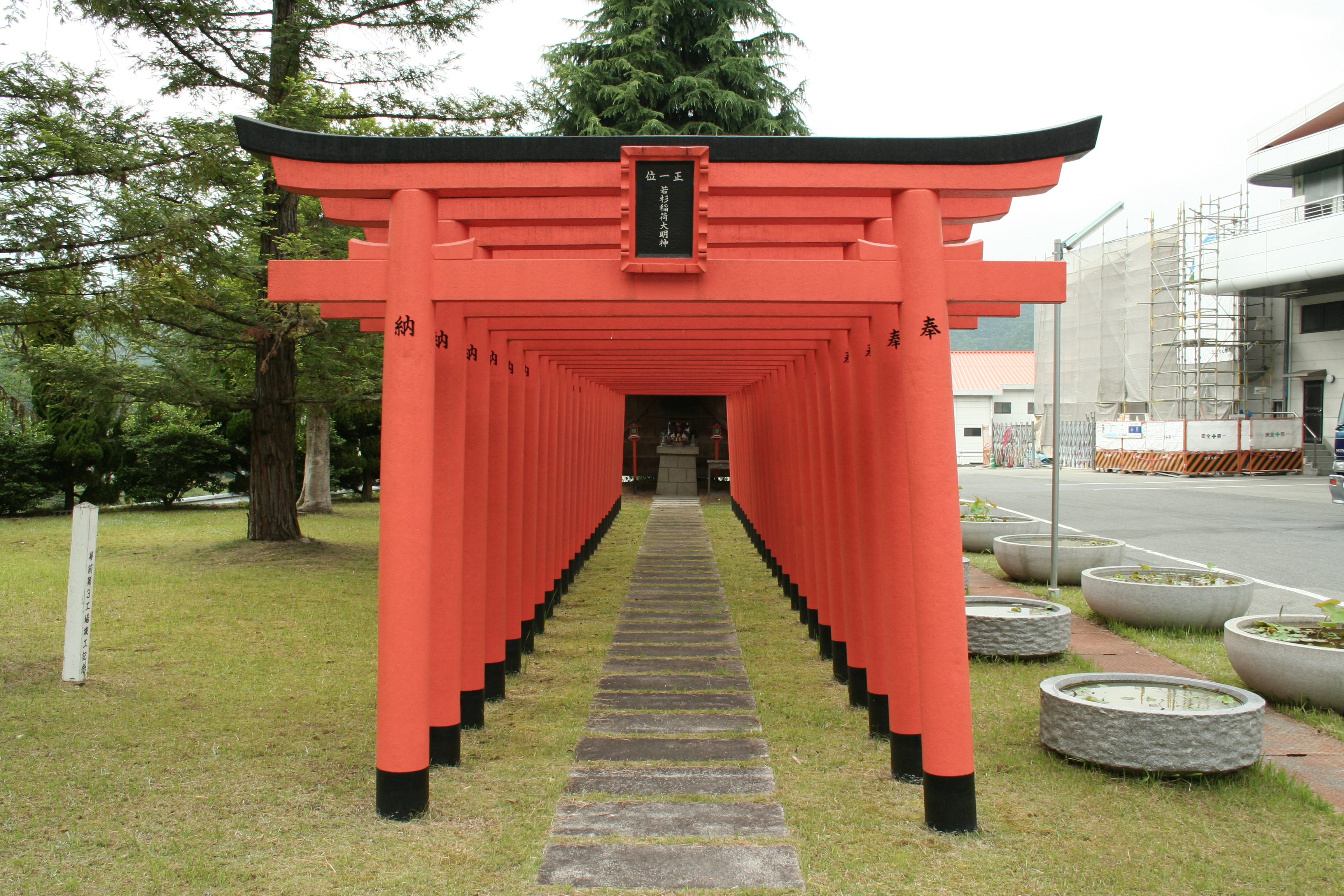
Một hàng các torii
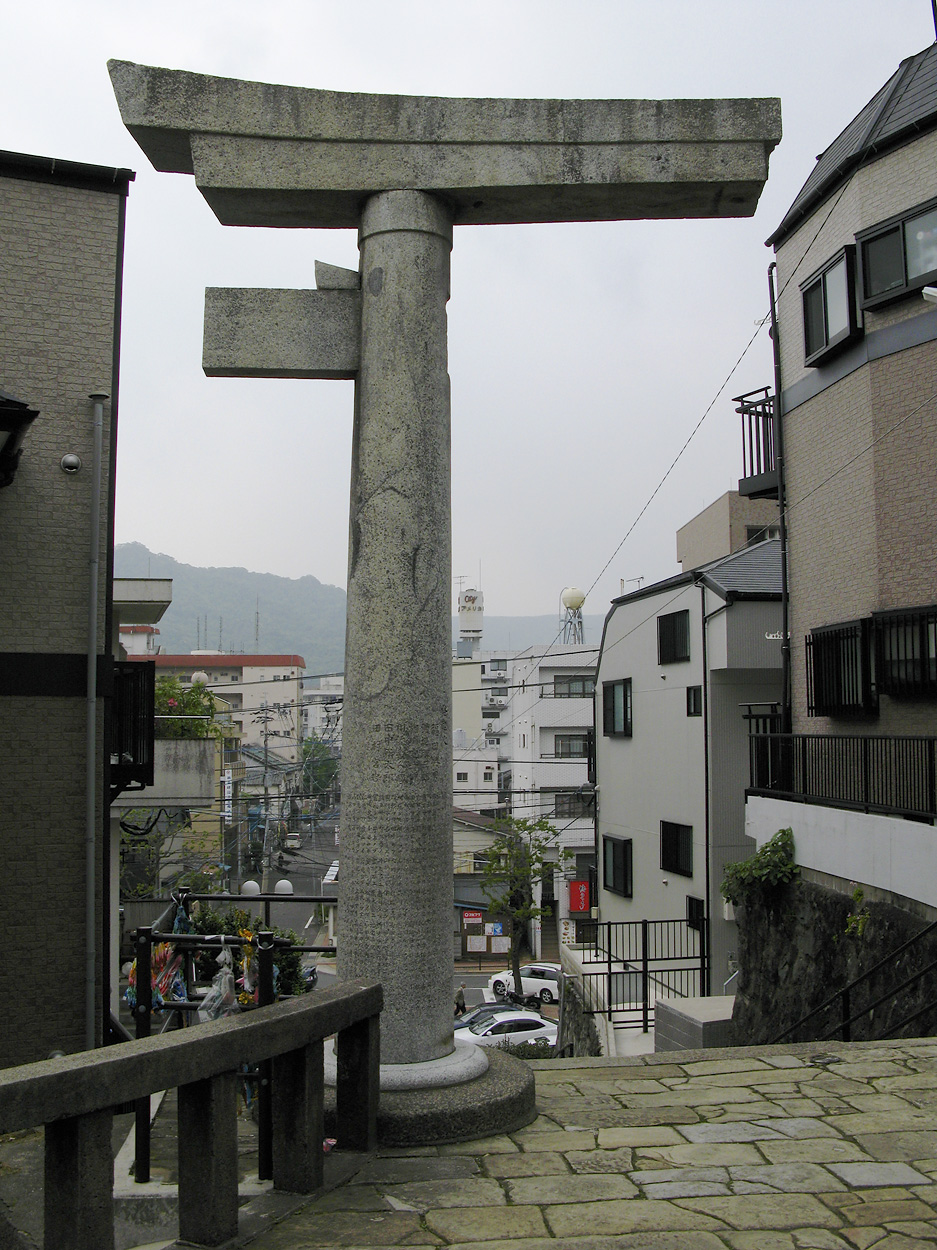
Torii có một chân ở Đền Sannō, Nagasaki, Nhật Bản. Nửa còn lại bị đổ do tác hại của bom hạt nhân phát nổ.
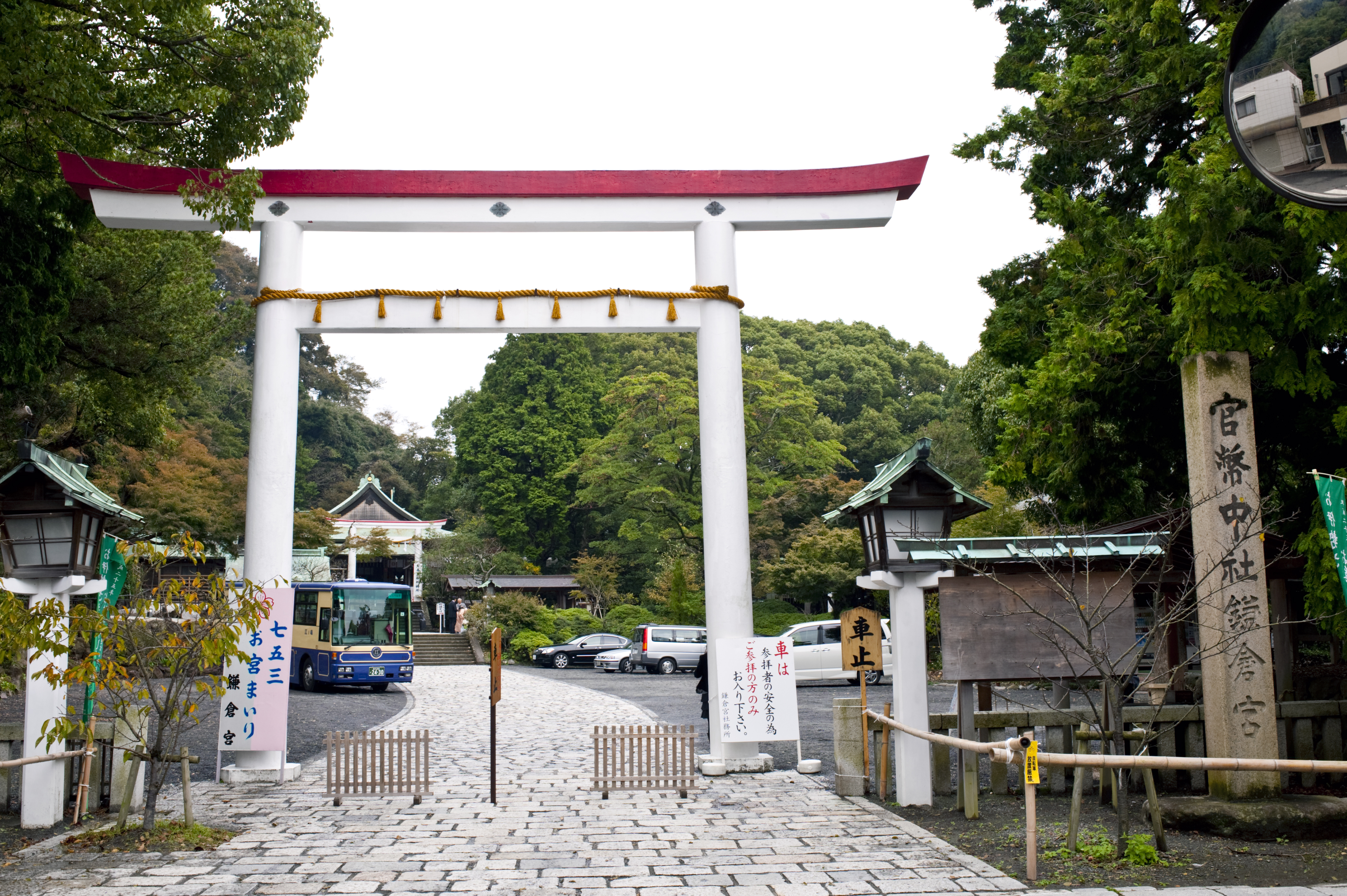
Một Nakayama torii bất thường với màu trắng và đó
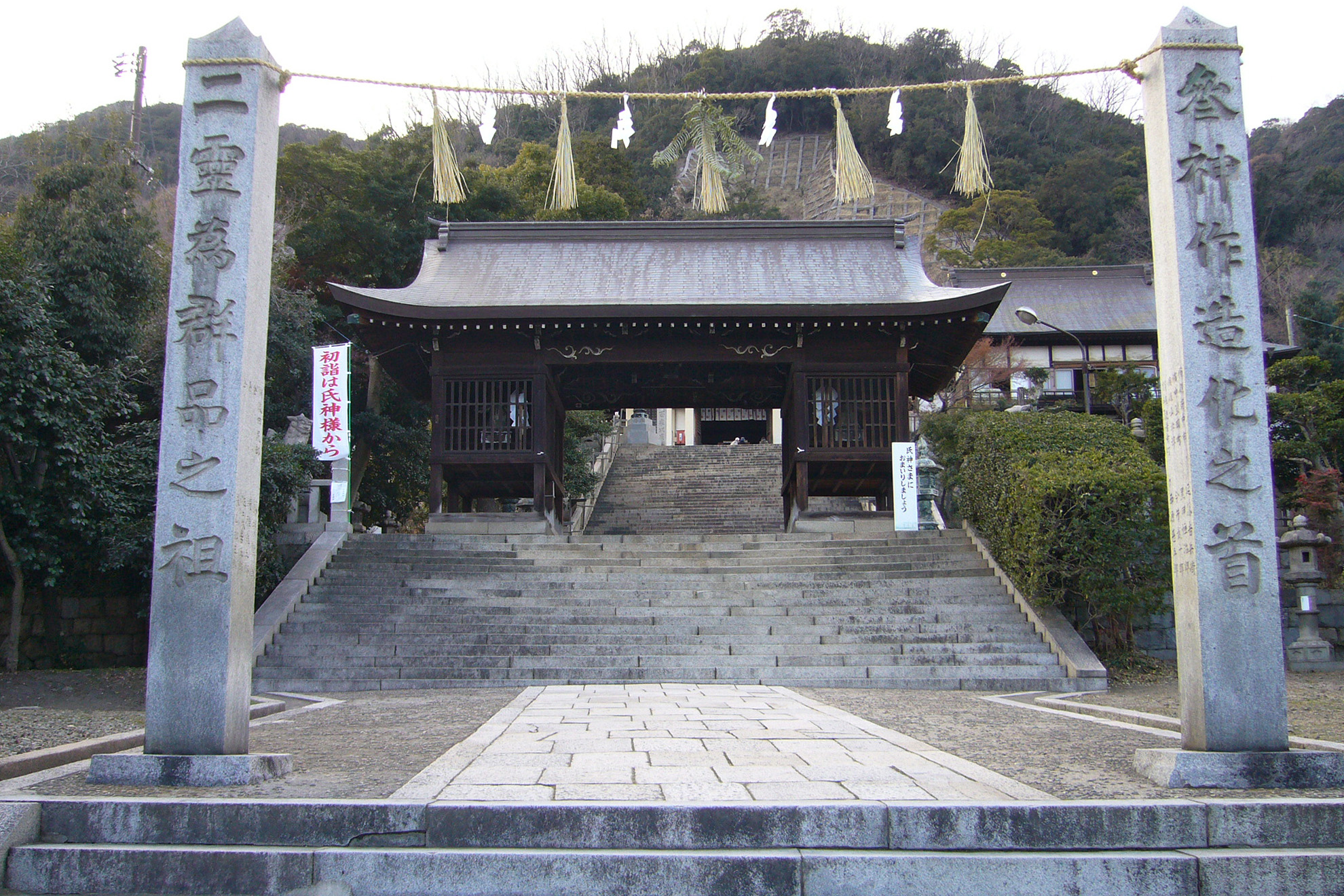
Một shime torii
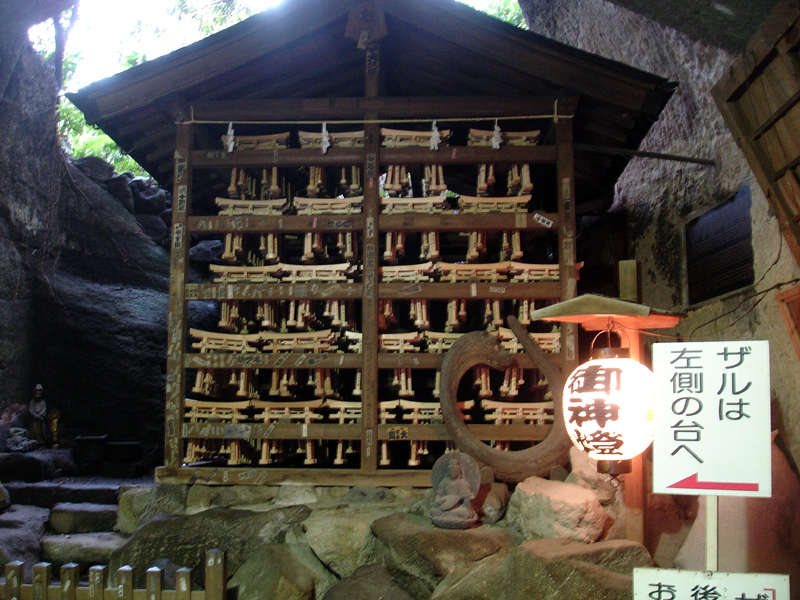
Các hàng torii nhỏ bằng vàng mã được quyên góp bởi các tín hữu
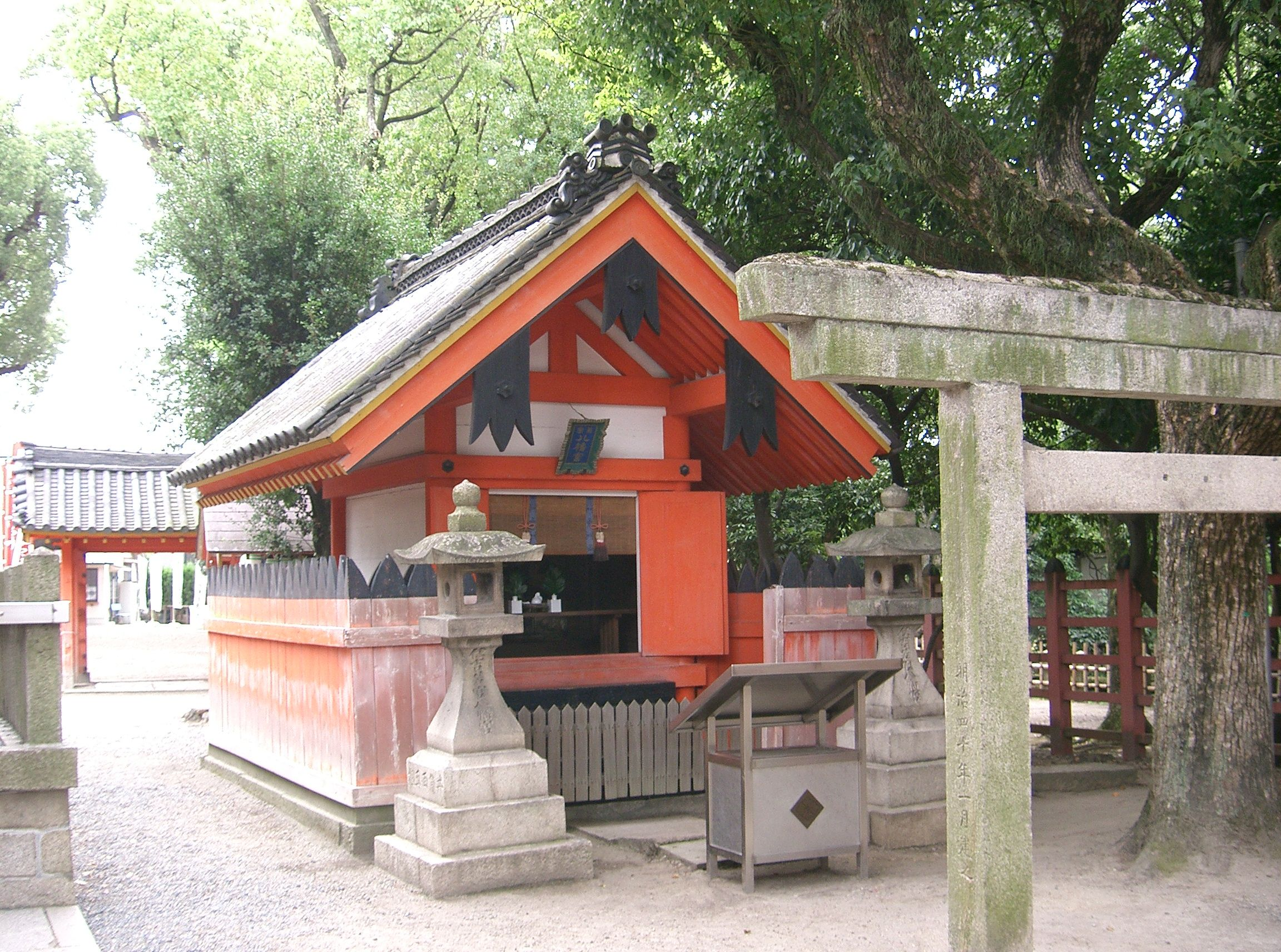
Một kaku-torii (角鳥居, giác điểu cư) bất thường ở Thần xã Sumiyoshi: phần nuki không nhô ra và tất cả các bộ phận đều có dạng khối vuông
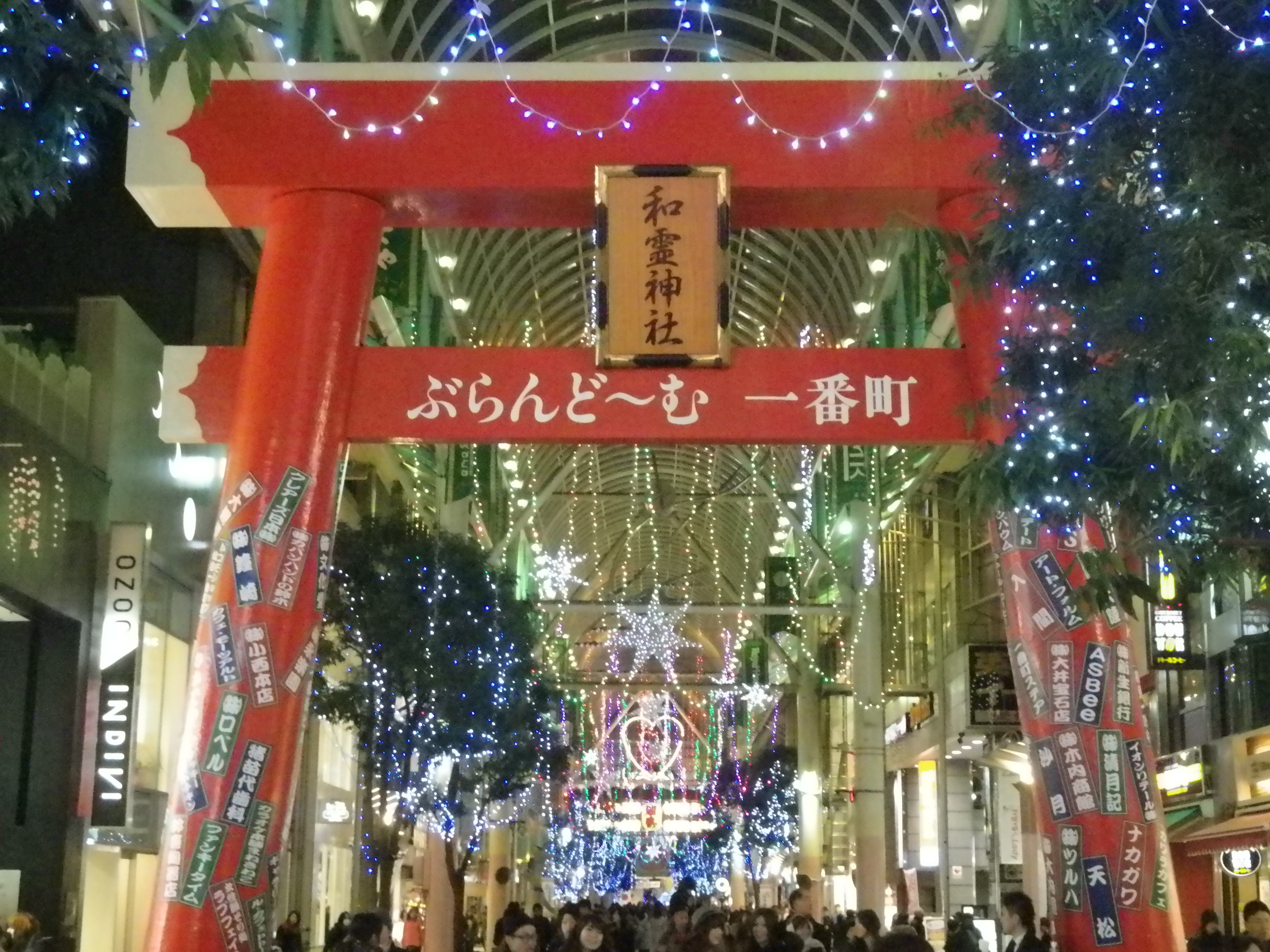
Một torii tạm thời cho lễ hội đón năm mới ở một khu phố mua sắm được trang trí với đèn Giáng sinh
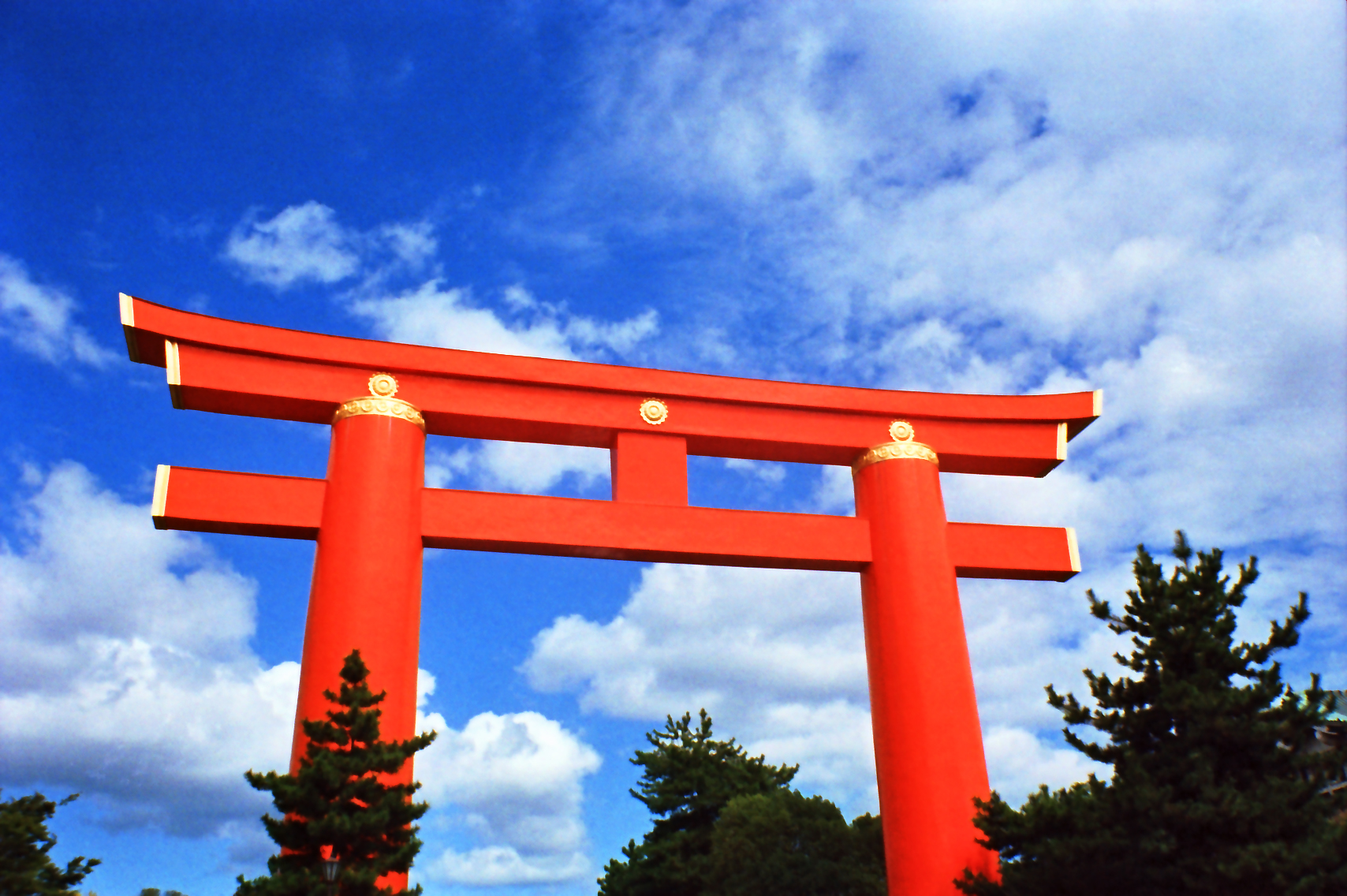
Một ví dụ của một cổng theo phong cách Hizen.